# Distributività
In matematica, e in particolare nell'algebra, la distributività (o proprietà distributiva) è una proprietà delle operazioni binarie che generalizza la ben nota legge distributiva valida per somma e prodotto tra numeri dell'algebra elementare.
Dato un (insieme) S e due operazioni binarie * e + su S, diciamo che:
- l'operazione * è distributiva a sinistra rispetto all'operazione + se, dati gli elementi x, y, e z di S,

{\displaystyle x*(y+z)=(x*y)+(x*z)\qquad {\mbox{per ogni }}x,y,z\in S.}
- l'operazione * è distributiva a destra rispetto all'operazione + se, dati gli elementi x, y, e z di S:

{\displaystyle (y+z)*x=(y*x)+(z*x)\qquad {\mbox{per ogni }}x,y,z\in S.}
- l'operazione * è distributiva rispetto all'operazione + se è distributiva a sinistra e a destra.

Si osservi che quando * è commutativa, allora le tre condizioni precedenti sono logicamente equivalenti.

## Esempi
1. In tutti gli insiemi numerici abitualmente considerati (numeri naturali, numeri razionali, numeri reali, numeri complessi, numeri cardinali ecc.) la moltiplicazione è distributiva rispetto all'addizione. Ad esempio:
{\displaystyle 4\times (2+3)=(4\times 2)+(4\times 3)}
Nel membro sinistro dell'espressione precedente, 4 moltiplica la somma di 2 e 3; nel membro destro, moltiplica il 2 e il 3 separatamente e i risultati sono successivamente sommati. Poiché questo porta allo stesso risultato (20) diciamo che la moltiplicazione per 4 si distribuisce sull'addizione di 2 e 3. Dal momento che si può utilizzare qualsiasi numero reale al posto di 4, 2, e 3, e ottenere ancora un'uguaglianza, si ha che la moltiplicazione di numeri reali è distributiva rispetto all'addizione di numeri reali.
2. La moltiplicazione dei numeri ordinali, al contrario, è solo distributiva a sinistra, e non distributiva a destra.
3. Il prodotto vettoriale è distributivo rispetto all'addizione di due vettori, benché non sia commutativo.
4. La moltiplicazione di matrici è distributiva rispetto alla somma di matrici, anche se non è commutativa.
5. L'unione di insiemi è distributiva rispetto all'intersezione, e l'intersezione è distributiva rispetto all'unione. Inoltre l'intersezione è distributiva rispetto alla differenza simmetrica.
6. La disgiunzione logica ("or") è distributiva rispetto alla congiunzione logica ("and"), e la congiunzione è distributiva rispetto alla disgiunzione. Inoltre, la congiunzione è distributiva rispetto alla disgiunzione esclusiva ("xor").
7. Per i numeri reali (o per ogni insieme totalmente ordinato), l'operazione di massimo è distributiva rispetto all'operazione di minimo, e viceversa: max(a,min(b,c)) = min(max(a,b), max(a,c)) e min(a,max(b,c)) = max(min(a,b), min(a,c)).
8. Per gli interi, il massimo comune divisore è distributivo rispetto al minimo comune multiplo, e viceversa: M.C.D.(a,m.c.m.(b,c)) = m.c.m.(M.C.D.(a,b),M.C.D.(a,c)) e m.c.m.(a,M.C.D.(b,c)) = M.C.D.(m.c.m.(a,b), m.c.m.(a,c)).
9. Per i numeri reali, l'addizione è distributiva rispetto all'operazione di massimo, e anche rispetto all'operazione di minimo: a + max(b,c) = max(a+b,a+c) e a + min(b,c) = min(a+b,a+c).

La distributività si trova negli anelli e nei reticoli distributivi.
Un anello ha due operazioni binarie (chiamate comunemente "+" e "*"), e uno dei requisiti per un anello è che * sia distributiva rispetto a +.
Molti tipi di numeri (esempio 1) e di matrici (esempio 4) formano anelli.
Un reticolo è un altro tipo di struttura algebrica con due operazioni binarie, ∧ e ∨.
Se una delle due operazioni (diciamo ∧) è distributiva rispetto all'altra (∨), allora anche ∨ deve essere distributiva rispetto a ∧, e il reticolo è detto distributivo. Si veda anche la teoria degli ordini.
Gli esempi 4 e 5 sono algebre booleane, che possono essere interpretate come un tipo particolare di anello (un anello booleano) oppure come un tipo particolare di reticolo distributivo (un reticolo booleano). Ciascuna interpretazione è responsabile di differenti leggi distributive nell'algebra booleana. Gli esempi 6 e 7 sono reticoli distributivi che non sono algebre booleane.
Gli anelli e i reticoli distributivi sono entrambi tipi speciali di semianelli, una generalizzazione degli anelli.
I numeri nell'esempio 1 che non formano anelli formano comunque semianelli.
I quasi-semianelli sono un'ulteriore generalizzazione dei semianelli, e sono distributivi a sinistra ma non distributivi a destra; l'esempio 2 è un quasi-semianello.

## Generalizzazioni della distributività
In molte aree della matematica si considerano leggi distributive generalizzate. Questo può coinvolgere l'indebolimento delle condizioni della definizione oppure l'estensione a operazioni infinitarie. Soprattutto nella teoria degli ordini, si trovano numerose importanti varianti della distributività, alcune delle quali includono operazioni infinitarie, altre sono definite in presenza di una sola operazione binaria. Dettagli sulle definizioni e sulle loro relazioni si trovano nell'articolo distributività (teoria degli ordini). È inclusa anche la nozione di reticolo completamente distributivo.
In presenza di una relazione d'ordine, si può indebolire la condizione precedente sostituendo = con ≤ oppure ≥. Naturalmente questo porta a concetti sensati solo in alcune situazioni. Un'applicazione di questo principio è la nozione di sottodistributività.